# Phytomyza minima
Phytomyza minima är en tvåvingeart som beskrevs av Johann Wilhelm Meigen 1830. Phytomyza minima ingår i släktet Phytomyza och familjen minerarflugor.
Artens utbredningsområde är Tyskland. Inga underarter finns listade i Catalogue of Life.